# Clorazepat
Clorazepat (Clorazepinsäure) gehört chemisch zur Substanzklasse der Benzodiazepine und ist ein Arzneistoff (Tranquilizer) aus der Gruppe der Psychopharmaka. Die Säure bildet durch Addition von Wasser an die Carbonylgruppe (C-2) ein Hydrat (geminales Diol). Die Hydroxygruppen sind schwach sauer (pKs 12,5), so dass Clorazepinsäure ein Dikaliumsalz (Dikaliumclorazepat) bildet, das üblicherweise in Medikamenten eingesetzt wird. Clorazepat und seine aktiven Metaboliten haben eine vergleichsmäßig lange Halbwertszeit. 

## Klinische Angaben
Clorazepat wird in erster Linie als Tranquilizer und Mittel gegen Angst- und Panikattacken verschrieben, aber auch als Schlafmittel, wenn die Benzodiazepinwirkung am Tag danach ebenfalls erwünscht ist. Auch im stationären Alkoholentzug ist eine Verwendung von Clorazepat möglich, da es gegen auftretende Krampfanfälle wirkt und allgemein den Entzug erleichtert. 
Wie alle Benzodiazepine besitzt auch Clorazepat ein primäres Abhängigkeitspotential (siehe dazu auch: Missbrauch von Benzodiazepinen).

## Pharmakologische Eigenschaften
Obwohl Clorazepat von seiner chemischen Struktur her ein Benzodiazepin ist, so ist die Substanz selbst wegen ihrer niedrigen Rezeptoraffinität kaum die Ursache für die Benzodiazepinwirkung: Das Clorazepat bindet gering an den Rezeptoren, erst sein Hauptmetabolit Nordazepam (Desmethyldiazepam) ist für die Wirkung verantwortlich. Die Umwandlung findet zum Teil schon kurz nach Einnahme im Magen statt. Damit ist Clorazepat ein Prodrug.
Ein weiterer wirksamer Metabolit des Clorazepats ist das Oxazepam, welches, wie das Nordazepam, ebenfalls als Arzneistoff erhältlich ist. Aufgrund der aktiven Metaboliten ist zu erwarten, dass das Wirkspektrum von Clorazepat in etwa dem des Diazepams entspricht, da dieses ebenfalls in Nordazepam und Oxazepam umgewandelt wird. Die Halbwertszeit von Nordazepam liegt bei 36 bis 200 Stunden. Durch seinen langsamen Abbau im Körper kumuliert es, wie andere Benzodiazepine mit langer Halbwertszeit auch. Clorazepat wird oral nur zu einem geringen Anteil aufgenommen.
Die Plasmahalbwertszeit von Clorazepat liegt bei zwei Stunden, die der aktiven Metaboliten bei etwa 60 Stunden, woraus eine Wirkungsdauer von etwa 48 Stunden resultiert. N-Desmethyldiazepam erreicht seine Steady-State-Konzentration nach 6–11 Tagen.

## Darreichungsformen, Dosierung
In Deutschland und der Schweiz ist Clorazepat als Dikalium-Salz (Dikaliumclorazepat) unter dem Handelsnamen Tranxilium in Dosierungen von 5 mg bis 50 mg per Kapsel bzw. Tablette erhältlich. Es existiert auch eine zur Injektion gedachte Flüssigform. Hersteller für Deutschland ist das Pharmaunternehmen Sanofi. Es sind in Deutschland keine Generika erhältlich.
Der internationale Handelsname lautet Tranxene (Tranxillium in Deutschland), Hersteller sind die Abbott Laboratories.

## Rechtliches
Clorazepat (Säure und Dikaliumsalz) ist als verkehrsfähiger und verschreibungsfähiger Stoff im BtMG 1981 Anlage III (zu § 1 Abs. 1) gelistet. Die sich im deutschen Handel befindlichen Fertigarzneimittel unterliegen aber nur einer gewöhnlichen Rezeptierungspflicht. 